# 馬鳴鑣
馬鳴鑣（？—？），浙江仁和（今屬杭州市）人，清朝官員。

## 生平
馬鳴鑣為乾隆二十五年（1760年）進士。曾任上杭縣知縣。乾隆四十年（1775年）四月調任臺灣府彰化縣知縣。乾隆四十七年（1782年）任臺灣府淡水撫民同知，次年再任。同年被參革。